# Skotoprigonievsk

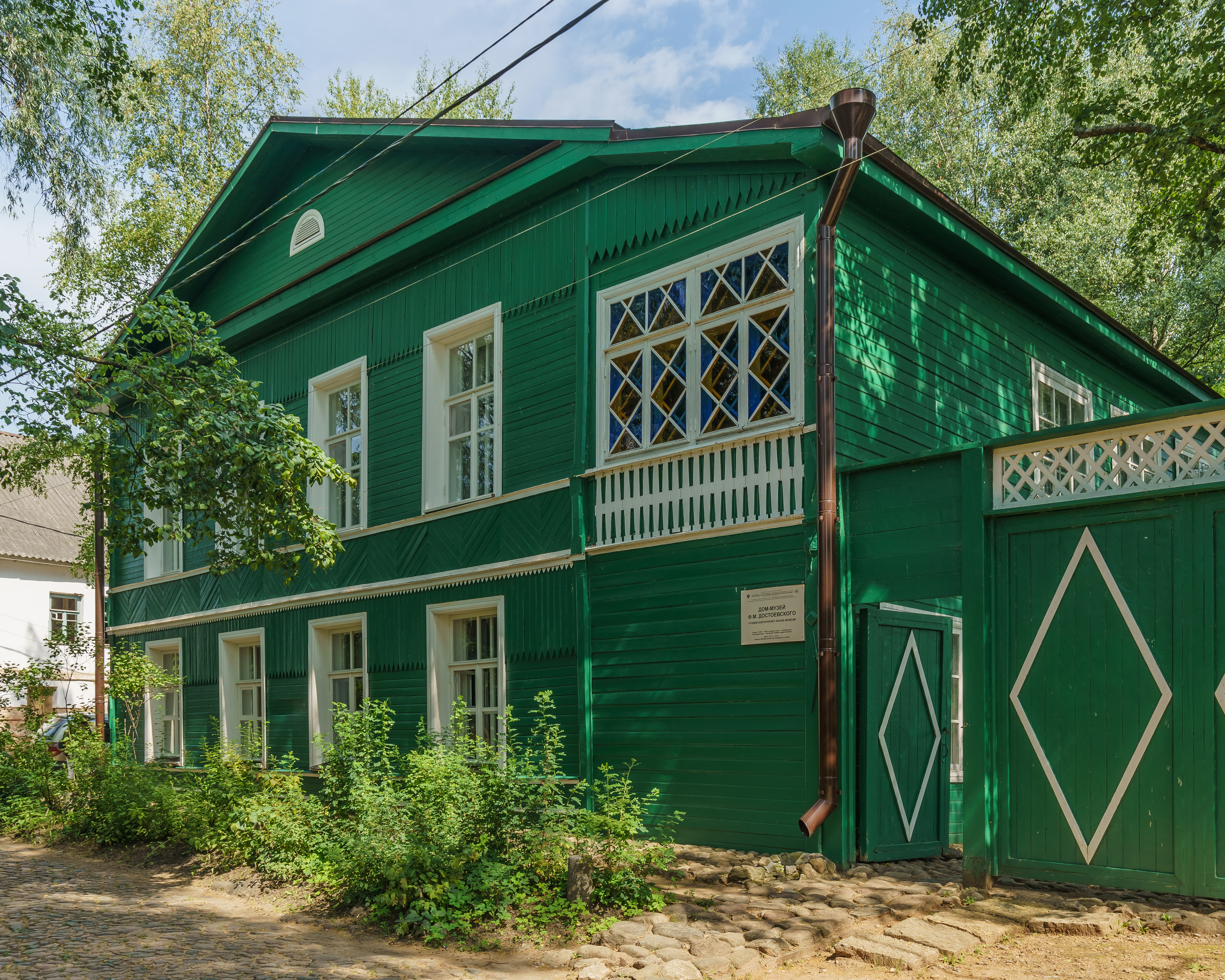
Façade de la maison de Dostoïevski à Staraia Roussa

Skotoprigonievsk (en russe : Скотоприго́ньевск) est une ville imaginaire, lieu de l'action du roman de Fiodor Dostoïevski dans son roman Les Frères Karamazov.
Dans leurs commentaires respectifs sur l'œuvre, l'épouse de Dostoïevski, Anna Dostoïevskaïa, et sa fille Lioubov Dostoïevskaïa font remarquer que l'image de la ville telle que l'écrivain la décrit est basée sur celle de la ville de Staraïa Roussa, dans laquelle Dostoïevski a passé les dernières années de sa vie. Dans le début du nom de la ville (skoto-) on retrouve le nom de la place centrale de Staraïa Roussa où se tenait le marché et notamment la vente des chevaux et du bétail. Le mot skot signifiant bétail en russe. Dostoïevski connaissait bien la ville et ses habitants, que l'on retrouve décrits dans son roman Les Frères Karamazov sous le nom de Skotoprigonievsk.

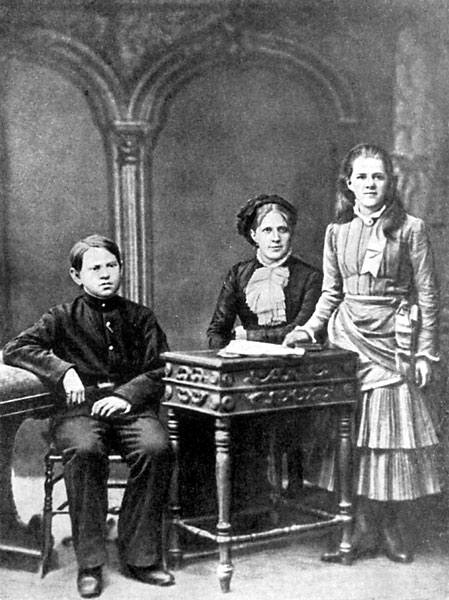
Anna Dostoïevskaïa, sa fille Lioubov Dostoïevskaïa et un de ses fils

## Maison de Fiodor Karamazov
Selon les écrits de la fille de l'écrivain, Lioubov Dostoïevskaïa, la maison de Fiodor Karamazov, dans le roman, est la propre maison de la famille Dostoïevski à quelques détails près. L' écrivain achète cette maison en 1876, après la mort du précédent propriétaire, le colonel à la retraite A. K. Gribbe, qui l'avait fait construire « suivant le goût allemand des provinces baltes ». Dans le roman elle se présente avec une disposition des pièces inhabituelle, c'est-à-dire avec « différents et nombreux placards, des cachettes, des escaliers à des emplacements inattendus ». La maison était située presque à la périphérie de la petite ville, le long de la rivière Malachka et des marécages qui sont proches. Dans le texte du roman il est dit que « la maison de Fiodor Pavlovitch Karamazov était loin du centre de la ville mais pas tout à fait en périphérie » ; l'écrivain attire aussi l'attention sur la fait que « leur rivière est puante <…> qu'elle coule derrière le jardin…».
Devant la maison coule la rivière Porussia, dans laquelle se jette le ruisseau Malachka.
L'ancien propriétaire de la maison avait également construit une petite remise au fond du jardin que Dostoïevski décrit comme suit et parle d'un autre colonel : « Dmitri conduisit ses hôtes dans un des coins les plus reculés de la maison, dans le fond du jardin. Là, au milieu du feuillage dense des tilleuls et des buissons de groseilliers et de sureaux, des obiers et des lilas, s'ouvrait une sorte de vieille remise verte, noircie et toute penchée, avec des murs grillagés, mais recouverte d'un toit, et permettant encore de s'abriter de la pluie. Dieu sait quand elle avait été construite, on suppose cinquante ans avant par un propriétaire précédent, un certain Alexandre Karlovitch Von Chmidtom, lieutenant-colonel à la retraite ».
Dans le jardin des Dostoïevski, se trouvait un bain russe dont il est fait mention la nuit du crime dans le jardin de Fiodor Karamazov.
Un pont traversait la rivière Malachka, près duquel se déroule une algarade avec Ilioucha Snegiriov et les garçons.

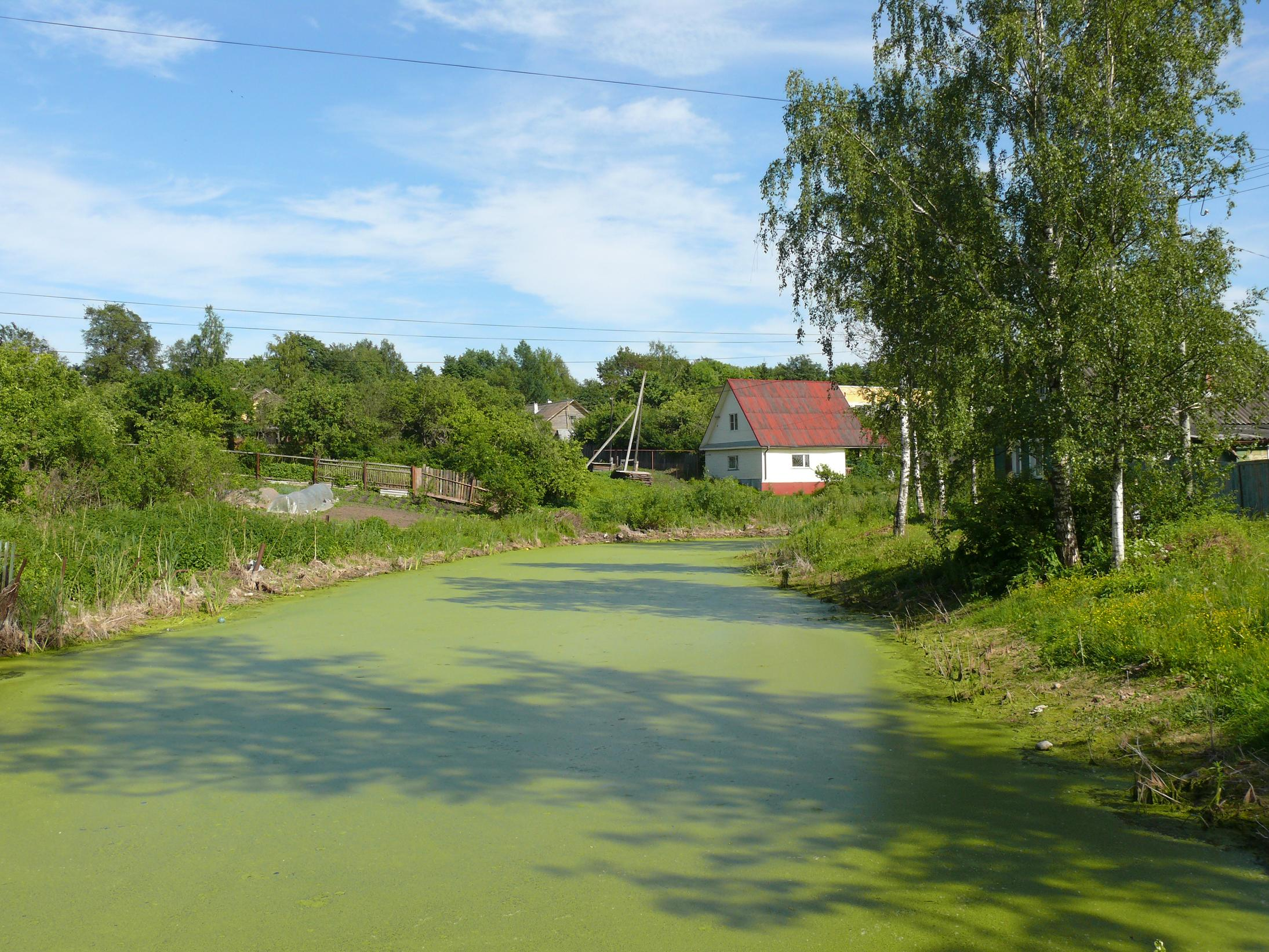
ruisseau et marécage Malachka
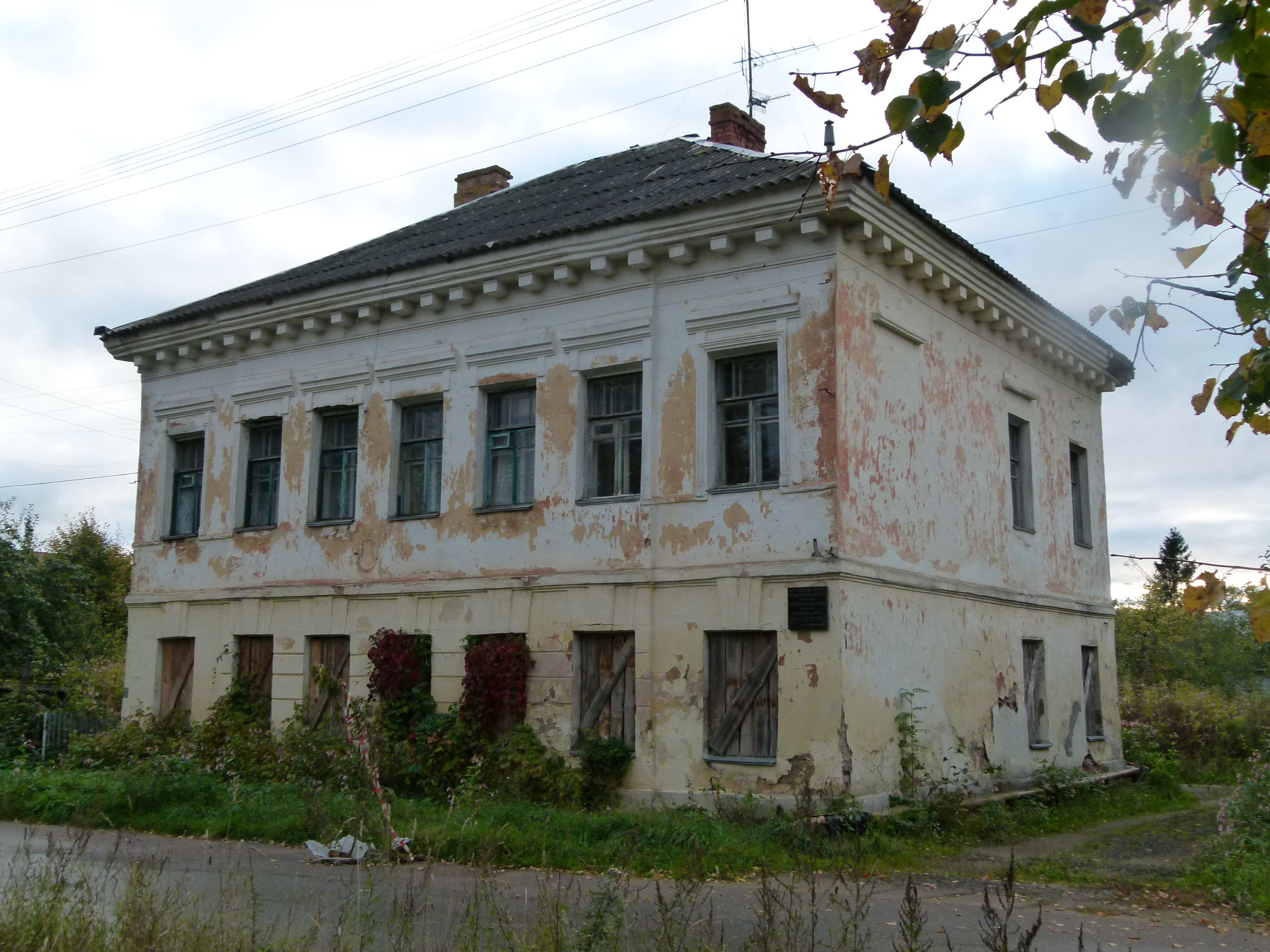
Maison de Grouchenka
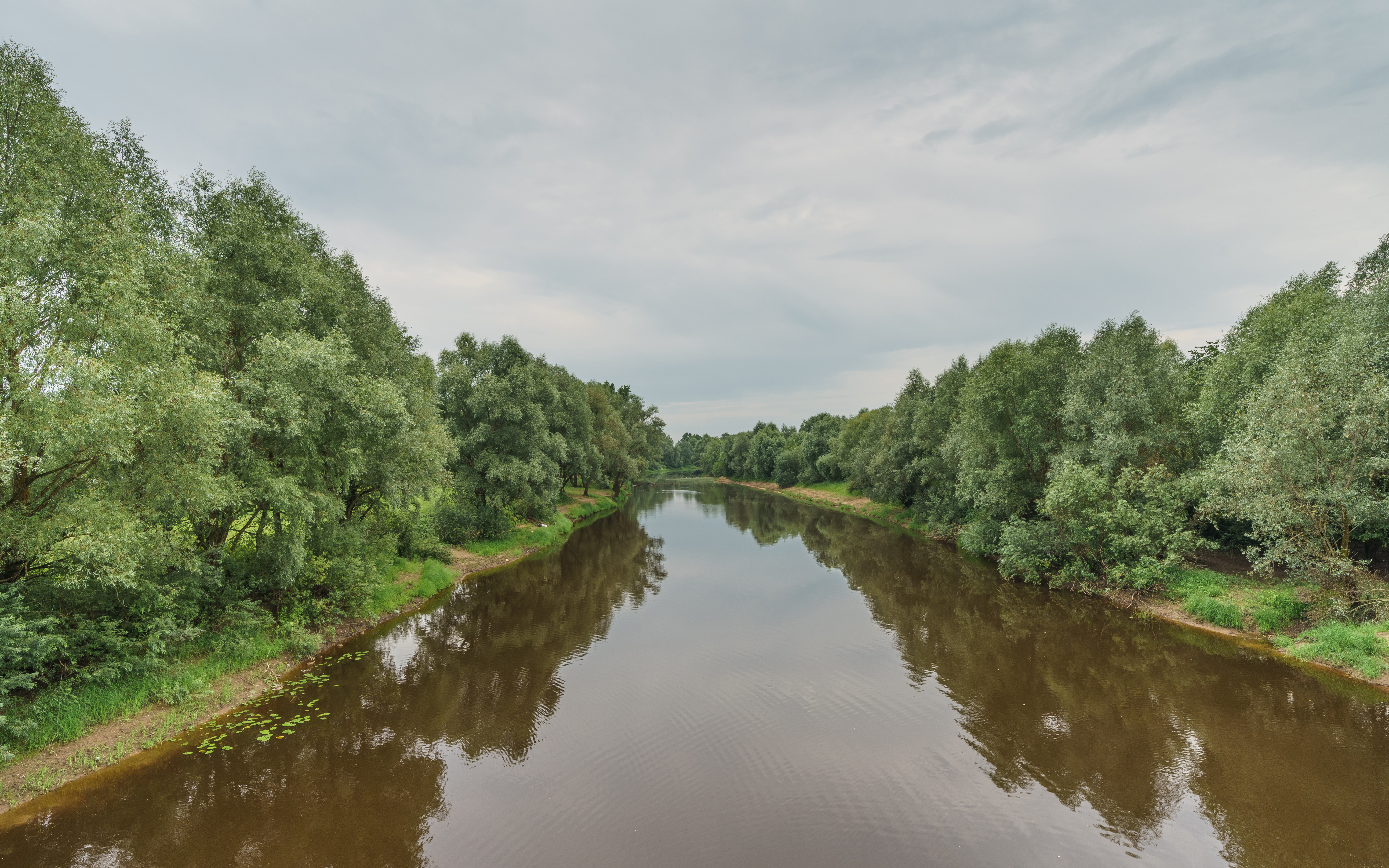
Rivière Porussia
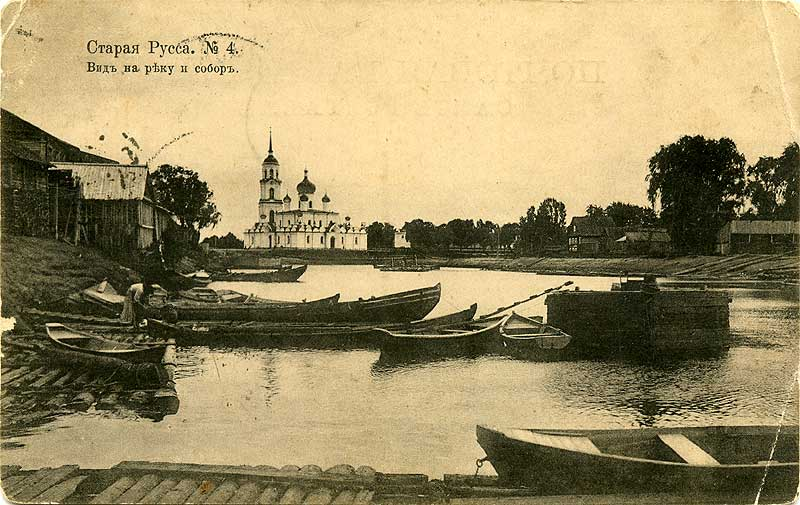
Cathédrale de la Résurrection

## Rues avoisinantes
Khokhlakova et sa fille Lisa vivent rue Mikhaïlovski. Catherine Ivanovna dans la Grand'rue. Les deux rues Mikhaïlovski et Grand'rue sont parallèles dans le roman et ne portent plus les mêmes noms aujourd'hui. Entre les deux, un ruisseau, selon les termes de Anna Grigorievna , « le ruisseau Malachka, qui se jette dans la rivière » Porussia qui passe, elle, devant la maison Dostoïevski .
Grouchenka vit, quant à elle, dans une grande maison près de la place de la Cathédrale, de l'autre côté de la rivière presque en face de la maison des Dostoïevski.
La nuit du crime, Dmitri fait un long détour, traverse le pont sur la rivière, arrive par derrière à la maison de son père Fiodor et entre par le jardin. Son itinéraire ressemble vraiment à un crochet sur la carte de la ville de Staraïa Roussa pour se terminer à la maison des Dostoïevski.

carte actuelle de Staraïa Roussa

## La maison
Dans le roman, Dmitri Karamazov fait des achats au magasin des Plotnikov. Dans les années 1870, dans le centre de Staraïa Roussa, se trouvait effectivement un magasin appartenant au marchand de la première guilde, Pavel Ivanovitch Plotnikov. « C'était la plus grande épicerie de notre ville, une entreprise prospère et fort bien aménagée. On y vendait de tout, comme dans les grands magasins de la capitale : des vins „ de la cave des Frères Elisséïeff“, des fruits, des cigares, du thé, du sucre, du café, etc. Trois commis s'y tenaient en permanence et deux garçons de course livraient les marchandises aux clients » écrit à ce propos Dostoïevski dans « Les Frères Karamazov ». Anna Dostoïevskova écrira plus tard que son mari Fiodor aimait aller au magasin où il était connu est respecté. Lioubov, la fille de l'écrivian attire l'attention sur les références à ce magasin dans le roman : « Je ne puis m'empêcher de sourire quand je lis dans le roman comment Dmitri Karamazov fait ses achats chez Plotnikov avant de partir à Mokroe. Je me vois moi-même dans ce magasin où j'allais parfois avec mon père et où je regardais avec intérêt comment il faisait ses achats de manière assez originale »,.

## Mokroïe
Il est possible que le prototype de Mokroïe dans le roman soit le village de Bouregi (ru), situé à 24 verstes en direction de Veliki Novgorod, le long du lac Ilmen.
Dmitri s'y rend à l'auberge des Plastounov pour y faire la noce.

## Critique
Selon le philologue et critique Dmitri Likhatchov, le choix de cette ville de Staraïa Roussa ajoute un caractère d'authenticité au roman. Malgré la destruction de la ville pendant le cours de la Seconde Guerre mondiale, « le sentiment d'authenticité a subsisté et subsiste encore fortement aujourd'hui ».
Le critique Georgij Mihajlovič Fridlender fait observer quant à lui, que le monde recrée dans le roman de Dostoïevski était considéré « par nombre des écrivains de son époque <…> comme un monde artificiel et fantastique ».
L. M. Reinous en arrive à la conclusion que Dostoïevski transpose avec une étonnante précision l'apparence et la topographie de Staraïa Roussa et crée ainsi « une image expressive d'une petite ville de province russe des années 1870 qui peut être un modèle transposable de telles villes ».